# Tricolomatàcies
Les tricolomatàcies (Tricholomataceae) són família de fongs agaricals. Tenen espores blanques i esporocarps de capell carnós, de làmines mai decurrents, i de cama central, sense vel ni anell; la majoria són terrícoles.
El nom tricholomées (francès) va ser creat el 1876 per Ernest Roze (1833-1900), però aquest nom no és pas vàlid, per no tenir sufix llatí. Tot i que molts autors van utilitzar el nom llatí, només el 1983 el micòleg txec Zdeněk Pouzar va publicar una diagnosi correcte i, per tant, un nom de família vàlid. Entre més de vint-i-quatre noms finalment es va confirmar Tricholomataceae el 2006.
Arnolds i Bas també inclouen el gènere Hygrophorus en aquesta família, encara que aquesta classificació no és acceptada per la majoria del taxonomistes dels fongs.